# Katarzyna Sobiech
Katarzyna Sobiech z domu Siemion (ur. 14 kwietnia 1981 w Piszu) – polska samorządowiec i urzędniczka, od 2024 wicemarszałek województwa warmińsko-mazurskiego.

## Życiorys
Absolwentka Wyższej Szkoły Dziennikarskiej im. Melchiora Wańkowicza oraz socjologii na Uniwersytecie w Białymstoku. W 2006 zatrudniona w Piskim Domu Kultury, od 2015 na stanowisku dyrektora. Zaangażowała się także w działalność społeczną, m.in. jako kierownik Piskiego Uniwersytetu Trzeciego Wieku i wolontariusz Warmińsko-Mazurskiego Centrum Praw Kobiet. Zasiadła także w radzie organizacji pozarządowych powiatu piskiego.
Zaangażowała się w działalność polityczną w ramach Platformy Obywatelskiej. W 2015 i 2023 bezskutecznie kandydowała do Sejmu z listy Platformy Obywatelskiej i Koalicji Obywatelskiej. W 2018 bez powodzenia kandydowała do sejmiku warmińsko-mazurskiego, mandat zdobyła w 2023 w miejsce Jolanty Piotrowskiej. W 2024 uzyskała reelekcję. 14 maja 2024 wybrana wicemarszałkiem województwa, odpowiedzialnym m.in. za transport, infrastrukturę i turystykę.

## Życie prywatne
Mężatka, ma syna.